# Omar Aldeeb
Omar Aldeeb, född 6 augusti 1995 i Strängnäs, är en svensk innebandyspelare som spelar för Strängnäs IBK.

## Klubbkarriär

### Tidig klubbkarriär
Omar är uppvuxen i Strängnäs kommun, men nu bosatt i Falu kommun. Han startade sin karriär i Strängnäs IBK där han även fick representera Södermandland distrikt i SDF-SM 2010/11 där de endast gick till kvartsfinal. Två år senare var han en stor del i att Strängnäs herrar gick upp i division 1 då han säsongen 2012/13 stod för 42 mål+31 assist på endast 18 matcher, vilket ger ett snitt på 4,1 i poäng per match. Denna säsong gjorde han även 9 mål+4 assist för Södermanland i SDF-SM HJ-17.  

### Strängnäs IBK
Säsongen 2013/14 var således Aldeebs första på förbundsnivå, och hjälpte även sitt Strängnäs att kvalificera sig för allsvenskt spel efter säsongen 2014/15. Han blev kvar i den allsvenska klubben säsongen 2015/16 samt större delen av säsongen 2016/17.

### IBF Falun
Mot slutet av säsongen 2016/17 fick Omar dubbellicens med IBF Falun. Där han bidrog med 5 mål i SSL-slutspelet, som sedan ledde till ett SM-guld. 
Omar som spelar med nummer 10 på ryggen gjorde en stark säsong i SSL säsongen 2019/20, där han med sina 24 mål+39 assist på 31 matcher för IBF Falun tog sitt andra SM-guld. Med sin snabbhet, förmåga att behandla bollen i hög hastighet och blick för spelet lyckades forwarden vinna assistligan (delad med lagkamraten Emil Johansson) och tillsammans med sin radarpartner Alexander Galante Carlström vara ligans näst mest målfarliga duo säsongen 2019/20. I februari 2020 blev Aldeeb rankad av Aftonbladet på en sjätte plats bland ligans bästa spelare med motivationen "han gör poäng i mer eller mindre alla matcher". Med Aldeebs prestationer i dalalaget är det ingen överraskning att han varit del av det svenska landslaget.

### Strängnäs IBK
Inför säsongen 2024/25 vänder Omar hem till Strängnäs IBK.

## Landslagskarriär
Aldeeb debuterade för Sverige den 7 september 2019 mot rivalen Finland. Det blev svensk uddamålsvinst med 5-4 och en drömdebut för Aldeeb som dessutom gjorde mål.

## Meriter
- Svensk mästare (3): 2016/2017, 2019/2020, 2020/2021
- VM-guld: 2020